# Cougar Mountain
Der Cougar Mountain ist ein Gipfel der Issaquah Alps im King County im US-Bundesstaat Washington. Er ist Teil des Hochlands in den als Eastside zusammengefassten Vorstädten von Seattle und der niedrigste und westlichste Gipfel der Alps. Etwa zwei Drittel des Cougar Mountain sind besiedelt; er beherbergt mehrere Stadtviertel und Gemeinden wie Lakemont, doch das bewaldete Herz des Hügels wurde im Juni 1983 vom King County offiziell als Cougar Mountain Regional Wildland Park ausgewiesen. Am Cougar Mountain befindet sich auch der Cougar Mountain Zoo.

## Geologie
Der Cougar Mountain entstand im Miozän, als tektonische Kräfte West-Washington entlang einer nach Nordwesten strebenden Achse auffalteten und die Newcastle-Antiklinale schufen. Diese Antiklinale brachte ältere Sedimente und vulkanische Gesteine aus dem Eozän und dem Oligozän an die Oberfläche, die aufgrund der Erosion heute die Oberfläche des Cougar Mountain bilden. Das Nordende des Cougar Mountain unterscheidet sich klar von der Seattle-Verwerfung, welche entlang der Interstate 90 verläuft. Die Seattle-Verwerfung verursachte vor etwa 1.100 Jahren ein schweres Erdbeben.

## Ökologie
Der Cougar Mountain ist Teil der Level-IV-Ökoregion Eastern Puget Uplands, wie sie von der EPA definiert wurde. Diese Ökoregion stellt einen Übergang von den Lebensräumen am Puget Sound zu den Wäldern der Kaskaden dar. Die natürlichen Bedingungen am Cougar Mountain ähneln daher eher denen des Sammamish Plateau als dem Rest der Issaquah Alps.
Der Cougar Mountain beherbergt Arten und Lebensräume, die einst eher am Puget Sound verbreitet waren. Intensive Abholzung hat das Ökosystem in seiner Diversität beschränkt.

## Sendeeinrichtungen
Auf dem Cougar Mountain finden sich einige Radiostationen des Gebietes um Seattle, darunter:
- KNHC (betrieben von den Seattle Public Schools; 89,5 MHz)
- KBCS (betrieben vom Bellevue College; 91,3 MHz)
- KUBE (FM) (betrieben von iHeartMedia; 93,3 MHz)
- KJR-FM (betrieben von iHeartMedia; 95,7 MHz)
- KPLZ-FM (betrieben von der Sinclair Broadcast Group; 101,5 MHz)
- KLSW (betrieben von der Educational Media Foundation; 104,5 MHz)
- KCMS-FM (betrieben von Crista Ministries; 105,3 MHz)
- KRWM (betrieben von Hubbard Broadcasting; 106,9 MHz)
- KHB60 (betrieben von der NOAA; 162,550 MHz)